# August Panyella i Gómez
-August Panyella i Gómez (Barcelona, 9 d'agost de 1921 — Barcelona, 14 de setembre de 1999) fou un etnòleg i el primer director del Museu Etnològic de Barcelona (1948). Juntament amb la seva esposa Zeferina Amil, fou l'ànima i l'artifex de les col·leccions del Museu, en gran part formades amb objectes que adquirí en nombroses expedicions arreu del món (Àsia, Àfrica i Amèrica) en les quals hi col·laboraren Eudald Serra i Albert Folch. En les expedicions africanes als territoris aleshores anomenats Guinea Espanyola, avui Guinea Equatorial, va gaudir de la col·laboració científica de l'etòleg Jordi Sabater Pi. També realitzà diverses campanyes a la península Ibèrica. Va estructurar l'organització integral del Museu, específicament pensada per a la funció antropològica, i que es va materialitzar amb el nou edifici inaugurat el 1973: museografia, gabinet tècnic (treballs de camp, investigació, documentació, registre, inventari), sala de reserva, servei de restauració, serveis pedagògics, difusió i publicacions, biblioteca, arxiu, laboratori fotogràfic i tallers de manteniment.
De formació arqueòleg i prehistoriador, va iniciar-se com a estudiant, i després com a becari, al Museu Arqueològic de Barcelona. Després d'obtenir la llicenciatura en Història, fou professor ajudant de la càtedra de sociologia dirigida per Tomàs Carreras i Artau. També col·laborà amb l'Instituto Rodrigo Caro de Arqueologia del CSIC.
El 1948 participà en l'expedició a Guinea organitzada per l'Institut d'Estudis Africans i dirigida pel professor Santiago Alcobé, especialista en antropologia física. Una any després s'inaugura el Museo Etnológico y Colonial, amb materials aplegats en aquesta expedició, a la que seguiran moltes altres: Marroc (1952, 1954, 1955, 1967, 1969); l'antiga Guinea Espanyola (1957, 1960), Gabón, Guinea (1959), Japó (1957, 1961, 1964), Nepal, Índia (1960), Perú (1963), Amèrica Central (1965), (Nova Guinea (1967), India (1968), Turquia (1970), Mèxic (1971), Afganistan (1971, Etiòpia (1974), Senegal (1975), Anatòlia/Turquia (1976). Aquestes campanyes foren realitzades amb una metodologia etnològica basada en el treball de camp documentat in situ, amb fotografies, dibuixos, croquis, mapes i tota mena de documentació complementària.
L'any 1960 el Museu d'Indústries i Arts Populars del Poble Espanyol de Montjuïc és annexionat al Museu Etnològic, amb la denominació de Secció Hispànica. Panyella realitza diverses campanyes per la geografia hispànica: Cuenca (1962), Lleó, Salamanca (1961, 1962, 1964), La Garrotxa (1961), 1962), Almeria (1962), La Rioja (1969, 1970), Aragó, València (1971), Menorca (1973, 1974), Terol (1975), Pallars, (1977, 1978).
Publicà nombrosos treballs, entre els quals destaquen Las razas humanas (1952), El hombre, naturaleza y vida (1963), sobre etnologia en general, i d'altres aplicats a Catalunya, com Qüestionari de cistelleria (1975).